# اوهاناوان
اوهاناوان (به ارمنی: Օհանավան) روستایی است در ارمنستان که در استان آراگاتسوتن واقع شده‌است. اوهاناوان در ۳ کیلومتری شمالشرق آشتاراک، مرکز استان آراگاتسوتن واقع شده‌است.

## خصوصیات
اوهاناوان ۲٬۴۱۴ نفر جمعیت دارد و در ارتفاع ۱۳۳۰ متر بالاتر از سطح دریا قرار گرفته‌است.
| سال   | ۱۸۳۱ | ۱۸۹۷ | ۱۹۲۶  | ۱۹۳۹  | ۱۹۵۹  | ۱۹۷۰  | ۱۹۷۹  | ۱۹۸۹  | ۲۰۰۱  | ۲۰۰۴  |
| جمعیت | ۲۲۹  | ۶۰۱  | ۱٬۰۱۵ | ۱٬۱۹۳ | ۱٬۱۶۰ | ۱٬۳۷۳ | ۱٬۵۲۵ | ۱٬۸۸۷ | ۲٬۲۵۴ | ۲٬۳۱۴ |

## جاذبه‌های تاریخی

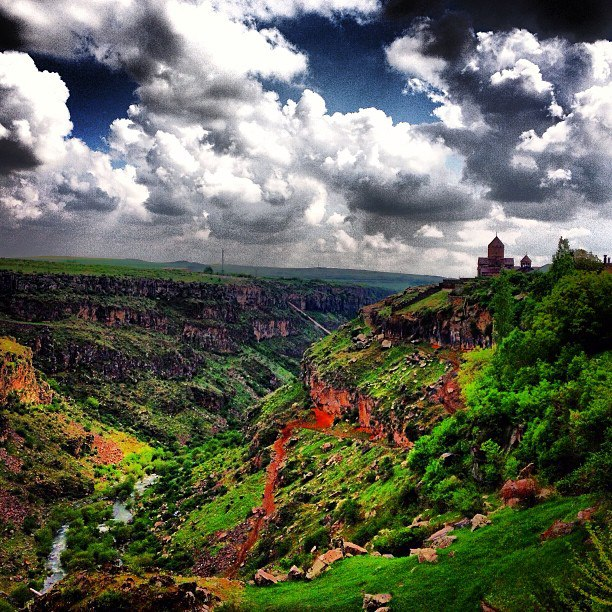